# 小場義成
小場義成（1569年—1634年12月17日）是日本戰國時代至江戶時代前期的武將。佐竹氏西家第7代當主。父親是小場義宗（義家）。

## 生平
在永祿12年（1569年）出生。父親義宗（義家）是佐竹義昭的三男，成為小場義忠的婿養子。
慶長5年（1600年），受主君佐竹義宣賜予常陸國小田城5萬石。慶長7年（1602年），在主家因江戶幕府之命而轉封至秋田後，與佐竹東家的佐竹義賢一同守備檜山城。慶長8年（1603年），鎮壓領內的淺利氏殘黨的叛亂。慶長15年（1610年），為了牽制南部氏和津輕氏，被任命為大館城城主，得到知行5千石。慶長19年（1614年），參與大坂冬之陣。
元和8年（1622年），在出羽國山形藩的最上義俊被改易後，受幕府命令，負責接收本莊城、瀧澤城。寬永6年（1629年）2月，在佐竹家被命令在江戶城神田橋進行石垣普請時，擔任監督。在工事完成後，於江戶城謁見第2代將軍德川秀忠，受賜予時服和虎皮投鞘的槍。在寬永11年（1634年）10月27日死去。享年66歲。

## 外部連結
- 武家家伝＿佐竹小場氏 （页面存档备份，存于）